# Marietta Alboni
Marietta Alboni, italijanska operna pevka (kontraalt), * 6. marec 1826, Città di Castello, † 23. junij 1894, Ville-d'Avray.
Velja za največjo pevko globokega glasu poznega 19. stoletja.

## Življenje
Sprva je bila učenka Antonia Bagiolija, nato pa skladatelja Giocchinna Rossinija. Debutirala je kot petnajstletnica leta 1842 v Donizettijevi operi Lucrezia Borgia, nato pa je v svoji pevski karieri nastopila po glavnih opernih mestih Evrope kot ZDA; tako je leta 1843 obiskala Avstrijo, v letih 1844-45 Rusijo, leta 1847 Pariz in London, v letih 1852-43 Španijo in ZDA ...
Pokopana je na pokopališču Père-Lachaise.